# Brodovlje Hrvatske ratne mornarice
Glavnu borbenu osnovu Hrvatske ratne mornarice čine tri raketne topovnjače hrvatske proizvodnje te dvije raketne topovnjače klase Helsinki koje su dostavljene početkom studenog 2008. Raketne topovnjače kupljene su za 9 milijuna eura u sklopu offset dogovora o kupnji finskih oklopnih vozila.
Uz raketne topovnjače, HRM posjeduje i velik broj pomoćnih brodova koji se koriste za mino-polaganje, ophodnju i obuku mornara. Prema dugoročnom planu razvoja dio brodova će obnašati i ulogu Obalne straže dok će ostali biti namijenjeni obavljanju tradicionalnih pomorskih zadaća.

## Aktivno brodovlje

### Raketne topovnjače
| Ime                              | Slika | Godina izgradnje | Brodogradilište            | Napomena                                                                   |
| -------------------------------- | ----- | ---------------- | -------------------------- | -------------------------------------------------------------------------- |
| RTOP-11 Kralj Petar Krešimir IV. |       | 1992.            | Kraljevica                 |                                                                            |
| RTOP-12 Kralj Dmitar Zvonimir    |       | 2001.            | Kraljevica                 |                                                                            |
| RTOP-21 Šibenik                  |       | 1978.            | Kraljevica                 | Bivši RTOP-402 "Vlado Četković".                                           |
| RTOP-41 Vukovar                  |       | 1985.            | Wärtsilä, Helsinki, Finska | U Finskoj ratnoj mornarici pod imenom FNS Oulu službovao od 1985. – 2007.  |
| RTOP-42 Dubrovnik                |       | 1986.            | Wärtsilä, Helsinki, Finska | U Finskoj ratnoj mornarici pod imenom FNS Kotka službovao od 1986. – 2005. |

### Ophodni brodovi
| Ime                       | Slika | Godina izgradnje | Brodogradilište | Napomena                                           |
| ------------------------- | ----- | ---------------- | --------------- | -------------------------------------------------- |
| OB-01 Novigrad            |       | 1980.            | Kraljevica      | Bivši PČ-171 Biokovo.                              |
| OB-02 Šolta               |       | 1983.            | Kraljevica      | Bivši PČ-176 Mukos.                                |
| OB-03 Cavtat              |       | 1985.            | Kraljevica      | Bivši PČ-180 Cer.                                  |
| OB-04 Hrvatska Kostajnica |       | 1984.            | Kraljevica      | Bivši PČ-181 Durmitor.                             |
| OB-31 Omiš                |       | 2018.            | Brodosplit      | Uspješno testiran prototip. Naručeno još 5 komada. |
| OB-32 Umag                |       | 2025.            | Brodosplit      | Drugi napravljen u klasi. Naručeno još 4 komada.   |

### Školski brod
| Ime                       | Slika | Godina izgradnje | Brodogradilište                    | Napomena                         |
| ------------------------- | ----- | ---------------- | ---------------------------------- | -------------------------------- |
| BŠ-72 Andrija Mohorovičić |       | 1971.            | Stocznia Północna, Gdansk, Poljska | Bivši PH-33 Andrija Mohorovičić. |

### Spasilački brod
| Ime                 | Slika | Godina izgradnje | Brodogradilište              | Napomena             |
| ------------------- | ----- | ---------------- | ---------------------------- | -------------------- |
| BS-73 Faust Vrančić |       | 1976.            | Brodogradilište Tito Beograd | Bivši PS-12 Spasilac |

### Lovac mina
| Ime                      | Slika | Godina izgradnje                            | Brodogradilište                | Napomena |
| ------------------------ | ----- | ------------------------------------------- | ------------------------------ | -------- |
| Lovac mina LM-51 Korčula |       | Kobilica: 1994. Porinuće: 22. travnja 2006. | Montmontaža-Greben, Vela Luka. |          |

### Desantni brodovi
| Ime                                     | Slika | Godina izgradnje | Brodogradilište                              | Napomena                     |
| --------------------------------------- | ----- | ---------------- | -------------------------------------------- | ---------------------------- |
| Desantni brod-minoploagač DBM-81 Cetina |       | 1993.            | Brodogradilište specijalnih objekata, Split. |                              |
| Desantni brod-minoploagač DBM-82 Krka   |       | 1995.            | Brodogradilište specijalnih objekata, Split. |                              |
| Desantno jurišni brod DJB-104           |       | 1977.            | Montmontaža-Greben, Vela Luka.               | Bivši DJČ-615                |
| Desantno jurišni brod DJB-106           |       |                  | Montmontaža-Greben, Vela Luka.               | Bivši DJČ-624                |
| Desantno jurišni brod DJB-107           |       | 1978.            | Montmontaža-Greben, Vela Luka.               | Bivši DJČ-613                |
| Pomoćna desantna splav PDS-713          |       |                  | Pula                                         | 1991. zarobljena u Šibeniku. |

### Barkase
| Ime                                | Slika | Godina izgradnje | Brodogradilište       | Napomena |
| ---------------------------------- | ----- | ---------------- | --------------------- | -------- |
| Motorna roniteljska barkasa MRB-83 |       | 1981.            | Brodogradilište Punat |          |
| Barkasa motorna transportna BMT-51 |       |                  | Brodogradilište Punat |          |
| Motorna barkasa Krasnica           |       |                  | Brodogradilište Punat |          |

### Ostalo brodovlje
| Ime                        | Slika | Godina izgradnje | Brodogradilište | Napomena                                                                     |
| -------------------------- | ----- | ---------------- | --------------- | ---------------------------------------------------------------------------- |
| Pomoćni teretni brod PT-71 |       | 1956.            | Trogir          | Prenamijenjen u vodonosca. Povučen iz službe 2019.                           |
| Jahta Učka                 |       | 1963.            | Korčula         | Bivša "Podgorka".                                                            |
| Jahta Jadranka             |       | 1987.            | Kraljevica      | 2006. se nasukala kod Murtera. Trenutno izvan upotrebe; ponuđena na prodaju. |
| Jahta Zrinka               |       |                  |                 |                                                                              |
| Jahta Čista Velika         |       |                  |                 |                                                                              |
| Lučki remorker LR-71       |       | 1951.            | Split           |                                                                              |
| Lučki remorker LR-73       |       | 1951.            | Split           |                                                                              |
| Jedrilica Katarina Zrinska |       |                  |                 | Tip "Salona 37"                                                              |
| Jedrilica Kraljica Jelena  |       |                  |                 | Tip "Salona 45"                                                              |

## Riječna bojna
| Ime                                  | Slika | Godina izgradnje | Brodogradilište             | Napomena                                   |
| ------------------------------------ | ----- | ---------------- | --------------------------- | ------------------------------------------ |
| Riječni patrolni brod PB-91 Šokadija |       | 1952.            | Mačvanska Mitrovica, Srbija | Bivši riječni minolovac RML-307 "Slavonac" |
| Riječni patrolni brod PB-92          |       |                  |                             |                                            |
| Riječni patrolni brod PB-93          |       |                  |                             |                                            |

- Napomena: Riječna bojna ustrojbeno pripada Hrvatskoj kopnenoj vojsci.

## Povučeni brodovi
| Ime                                       | Slika | Godina izgradnje | Brodogradilište                                | Napomena |
| ----------------------------------------- | ----- | ---------------- | ---------------------------------------------- | --- |
| P-01 Velebit                              |       | 1985. 1996.      | Brodogradilište specijalnih objekata, Split    | Bivša P-913 "Zeta". Od 2001. se nalazi na suhom vezu zbog kvara na baterijama. Nakon propalog pokušaja prodaje, darovana je muzeju.                                      |
| Desantno jurišni brod DJB-101             |       | 1977.            | Brodogradilište Montmontaža-Greben, Vela Luka. | Bivši DJČ-602 tipa "11". Izložen u "Muzeju Domovinskog rata" u Vukovaru.                                                                                                 |
| Desantno jurišni brod DJB-102             |       | 1977.            | Brodogradilište Montmontaža-Greben, Vela Luka. | Bivši DJČ-603 tipa "11" |
| Desantno jurišni brod DJB-103             |       | 1977.            | Brodogradilište Montmontaža-Greben, Vela Luka. | Bivši DJČ-612 tipa "11". Povučen 2004. i predan muzeju 2008. |
| Desantno jurišni brod DJB-105             |       | 1983. – 1985.    | Brodogradilište Montmontaža-Greben, Vela Luka. | Izvorno DJČ-623 tipa "22". Povučen 1995. |
| Desantna splav-minopolagač DSM-110        |       | 1953.            |                                                | Povučena 2009. Prodana Brodogradilištu Punat i pregrađena u teglenicu.                                                                                                   |
| Desantni tenkonosac-minopolagač DTM-219   |       | 1955.            |                                                | Remotoriziran 1973. Povučen 2002. U srpnju 2006. predan na uporabu hrvatskoj salezijanskoj provinciji.                                                                   |
| Ophodni brod minopolagač OBM-41 Dubrovnik |       | 1970./1995.      | SSSR                                           | Izvorno raketni čamac klase Osa I imena RČ-310 „Velimir Škorpik“; kasnije modificiran u brzog ophodnog-minopolagača. Povučen 2000. Izrezan 2010. u NCP-u Prgin, Šibenik. |
| Torpedni brod TB-51 Vukovar               |       | 1971.            | Kraljevica                                     | Bivši TČ-222 "Partizan II". 2010. čeka rezanje u NCP-u Prgin, Šibenik.                                                                                                   |

## Poveznice
- Hrvatska ratna mornarica
- Zastave i plamenci na hrvatskim ratnim brodovima